# Кабанский район

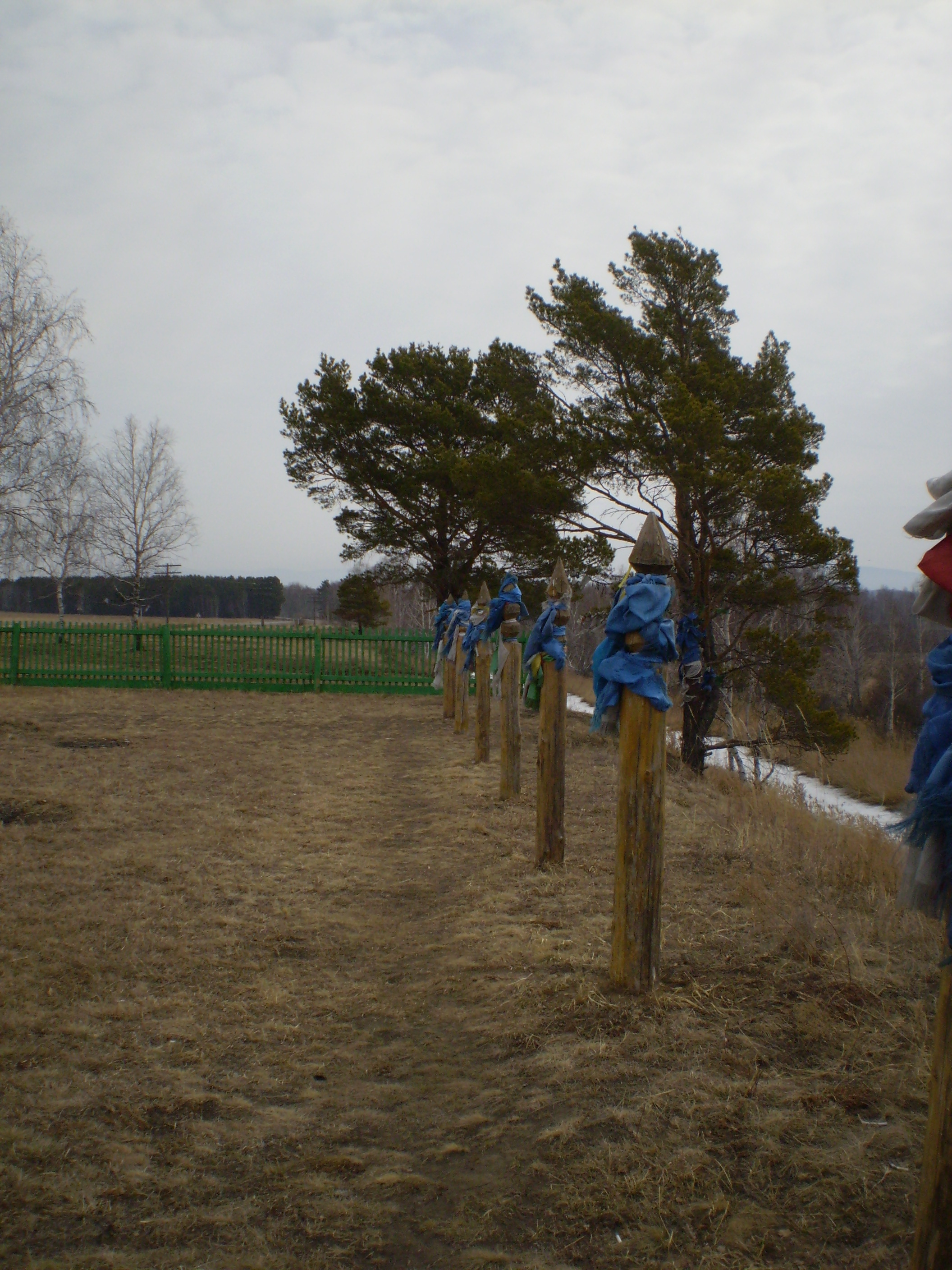
Фофановский могильник у села Фофаново. Открыт в 1926 году. Около 100 захоронений эпох неолита и бронзы.

Каба́нский район (бур. Бодон гахайтан аймаг) — административно-территориальная единица и муниципальное образование (муниципальный район) в составе Республики Бурятия Российской Федерации.
Административный центр — село Кабанск.

## География
Территория района, площадью 13,5 тыс. км², вытянута вдоль юго-восточного побережья озера Байкал на 260 км от реки Снежной на юге, где граничит со Слюдянским районом Иркутской области и Закаменским районом Бурятии, до Бакланьего мыса на севере, где примыкает к Прибайкальскому району Бурятии. Граница с этим районом идёт от побережья Байкала на юго-запад по Морскому хребту, пересекает к югу долину реки Селенги до водораздела хребта Хамар-Дабан, по которому с юго-востока на протяжении 270 км граничит с Иволгинским, Селенгинским и Джидинским районами республики.
Центральное положение занимает обширная Кударинская степь с главной рекой района Селенгой, образующей обширную дельту площадью 680 км², вдающуюся в акваторию Байкала. По неширокой предбайкальской низменности и левобережью Селенги проходят Транссибирская железнодорожная магистраль (Восточно-Сибирская железная дорога) и федеральная автодорога «Байкал» (Р258).
Значительные реки района — Снежная, Абрамиха, Переёмная, Мантуриха, Мысовка, Большая Речка и другие — имеют северное и северо-западное направления, берут начало на водораздельном хребте Хамар-Дабана (высота до 2316 м) и впадают в Байкал, пересекая прибрежную низменность.
В районе находятся особо охраняемые природные территории России — Байкальский заповедник, расположенный на юго-западе по склонам Хамар-Дабана и имеющий здесь около 70 % своей площади, и два заказника: Кабанский в дельте Селенги и Энхэлукский, примыкающий к озеру Байкал от юго-западных отрогов Морского хребта.

## История
В эпоху великих кочевых империй территория района входила в границы страны Баргуджин-Токум и именно эта земля впервые была объявлена Чингисханом Их-хориг. Кабанский район уже более трех столетий является воротами в Забайкалье. Здесь пролегают все наиболее удобные пути из центра России вглубь Забайкалья, на Амур, в Монголию и Китай. В 1692 году был основан острог на реке Кабанья, который называли «первой Даурской крепостью». Ныне это административный центр района — село Кабанск. Одна из исторических страниц района связана с «Великим чайным путем». Через его территорию в 17-18 вв. осуществлялось движение торговых караванов сухопутным путем через горный хребет Хамар-Дабан и водным путем по реке Селенга и озеро Байкал из города Кяхты (Российско-Монгольская граница) до города Иркутска. Здесь пролегал «кандальный путь», по которому вели и везли государственных преступников в глубину каторжного Забайкалья. Ныне Кабанский район — это один из наиболее развитых промышленных и сельскохозяйственных районов Бурятии.
Согласно постановлению ВЦИК (протокол № 85 от 20 декабря 1926 года) Кабанский район и часть Иркутского района Иркутского округа Сибирского края с 15 марта 1927 года переданы в состав Бурят-Монгольской АССР. Свое название район получит от названия реки Кабаньей, в долине которой раньше водились во множестве дикие кабаны.
26 сентября 1927 года образован Кабанский аймак Бурят-Монгольской АССР.
В 1927 году 95 % населения района занимались сельским хозяйством. В районе работали около двух десятков кожевенных заводов, до 50 мелких водяных мельниц.
12 декабря 1940 года 4 сельсовета Кабанского района были переданы в новый Прибайкальский аймак. 3 августа 1944 года 9 сельсоветов Кабанского района были переданы в новый Байкало-Кударинский аймак.
28 мая 1962 года в состав Кабанского аймака был передан Байкало-Кударинский аймак.
2 апреля 1963 года в состав Кабанского аймака включены Батуринский и Турунтаевский сельсоветы Прибайкальского аймака, а Посольский сельсовет передан в Прибайкальский аймак.
13 января 1965 года город Бабушкин, посёлки городского типа Выдрино, Селенгинск, Каменск и Танхой, а также Посольский сельсовет переданы из Прибайкальского аймака в Кабанский аймак.
13 января 1965 года Батуринский и Турунтаевский сельсоветы из Кабанского аймака переданы обратно в Прибайкальский аймак.
В октябре 1977 года Кабанский аймак Бурятской АССР переименован в Кабанский район.
12 мая 1978 года посёлок Таёжный, административно подчинённый Бабушкинскому горсовету Кабанского района, передан в состав Загустайского сельсовета Селенгинского района.

## Население
| 1939    | 1959    | 1960    | 1961    | 1962    | 1963    | 1964    | 1965    | 1966    |
| ------- | ------- | ------- | ------- | ------- | ------- | ------- | ------- | ------- |
| 30 800  | ↗62 100 | ↗64 900 | ↗67 200 | ↘66 300 | ↗66 600 | ↗68 500 | ↗68 600 | ↗70 200 |
| 1967    | 1968    | 1969    | 1970    | 1971    | 1972    | 1973    | 1974    | 1975    |
| ↗70 700 | ↗70 800 | ↘70 000 | ↘66 200 | →66 200 | ↘65 500 | ↗66 300 | ↗67 300 | ↗67 600 |
| 1976    | 1977    | 1978    | 1979    | 1980    | 1981    | 1982    | 1983    | 1984    |
| ↗68 200 | ↘67 300 | →67 300 | ↘65 000 | ↘64 900 | ↗65 000 | ↗65 200 | ↗65 700 | ↗65 900 |
| 1985    | 1986    | 1987    | 1988    | 1989    | 1990    | 1991    | 1992    | 1993    |
| ↗66 500 | ↘66 100 | ↗66 500 | ↗67 800 | ↗68 400 | ↗68 700 | ↗69 100 | ↗69 500 | ↗70 200 |
| 1994    | 1995    | 1996    | 1997    | 1998    | 1999    | 2000    | 2001    | 2002    |
| ↘69 900 | ↘69 400 | ↘69 200 | ↘68 500 | ↘68 100 | ↘67 900 | ↘67 300 | ↘66 800 | ↘64 002 |
| 2003    | 2004    | 2005    | 2006    | 2007    | 2008    | 2009    | 2010    | 2011    |
| ↗65 500 | ↘64 400 | ↘63 800 | ↗64 500 | ↘62 500 | ↗64 500 | ↘64 441 | ↘59 883 | ↘59 780 |
| 2012    | 2013    | 2014    | 2015    | 2016    | 2017    | 2018    | 2019    | 2020    |
| ↘59 274 | ↘58 901 | ↘58 340 | ↘57 887 | ↘57 423 | ↘57 094 | ↘56 571 | ↘56 077 | ↘55 468 |
| 2021    | 2023    | 2024    | 2025    |         |         |         |         |         |
| ↘51 780 | ↘51 105 | ↘50 630 | ↘50 267 |         |         |         |         |         |

Согласно прогнозу Минэкономразвития России, численность населения будет составлять:
- 2024 — 56,25 тыс. чел.
- 2035 — 55,64 тыс. чел.

### Урбанизация
В городских условиях (город Бабушкин, пгт Каменск и Селенгинск) проживают 46,92 % населения района.

### Национальный состав
- русские — 92,1 %;
- буряты — 5,1 %;
- украинцы — 0,7 %;
- татары — 0,5 %;
- азербайджанцы — 0,4 %;
- армяне — 0,2 %;
- белорусы — 0,2 %;
- немцы — 0,2 %;
- другие народы — 0,6 %.

## Территориальное устройство
Кабанский район разделён на следующие административно-территориальные единицы: 1 город и 2 посёлка городского типа (с подчинёнными им населёнными пунктами), 13 сельсоветов и 1 сомон.
Муниципальный район включает 19 муниципальных образований, в том числе 3 городских и 16 сельских поселений. Последние соответствуют сельсоветам и сомонам.
| №        | Муниципальное образование | Административный центр | Количество населённых пунктов | Население (чел.) | Площадь (км²) | Административно- территориальная единица |
| -------- | ------------------------- | ---------------------- | ----------------------------- | ---------------- | ------------- | ---------------------------------------- |
| 1e-06    | Городское поселение       |                        |                               |                  |               |                                          |
| 1        | Бабушкинское              | город Бабушкин         | 3                             | ↘4367            | 1718,57       | город Бабушкин                           |
| 2        | Каменское                 | пгт Каменск            | 3                             | ↘6923            | 570,72        | пгт Каменск                              |
| 3        | Селенгинское              | пгт Селенгинск         | 1                             | ↘13 075          | 380,56        | пгт Селенгинск                           |
| 3.000002 | Сельские поселения        |                        |                               |                  |               |                                          |
| 4        | Байкало-Кударинское       | село Кудара            | 2                             | ↘1907            | 222,86        | Байкало-Кударинский сельсовет            |
| 5        | Большереченское           | село Большая Речка     | 3                             | ↘1201            | 773,39        | Большереченский сельсовет                |
| 6        | Брянское                  | село Тресково          | 3                             | ↘2263            | 137,75        | Брянский сельсовет                       |
| 7        | Выдринское                | село Выдрино           | 4                             | ↘3282            | 1245,51       | Выдринский сельсовет                     |
| 8        | Кабанское                 | село Кабанск           | 6                             | ↘6620            | 445,13        | Кабанский сельсовет                      |
| 9        | Клюевское                 | посёлок Клюевка        | 2                             | ↘1189            | 656,92        | Клюевский сельсовет                      |
| 10       | Колесовское               | село Большое Колесово  | 3                             | ↘954             | 106,47        | Колесовский сельсовет                    |
| 11       | Корсаковское              | село Корсаково         | 1                             | ↗526             | 394,04        | Корсаковский сомон                       |
| 12       | Красноярское              | село Красный Яр        | 4                             | ↘527             | 91,03         | Красноярский сельсовет                   |
| 13       | Оймурское                 | село Оймур             | 4                             | ↘1517            | 800,48        | Оймурский сельсовет                      |
| 14       | Посольское                | село Посольское        | 2                             | ↘875             | 441,98        | Посольский сельсовет                     |
| 15       | Ранжуровское              | улус Ранжурово         | 3                             | ↘1090            | 453,86        | Ранжуровский сельсовет                   |
| 16       | Сухинское                 | село Сухая             | 3                             | ↘744             | 1804,34       | Сухинский сельсовет                      |
| 17       | Танхойское                | посёлок Танхой         | 6                             | ↗1008            | 2759,21       | Танхойский сельсовет                     |
| 18       | Твороговское              | село Шигаево           | 4                             | ↘1358            | 239,27        | Твороговский сельсовет                   |
| 19       | Шергинское                | село Шергино           | 5                             | ↘993             | 294,75        | Шергинский сельсовет                     |

В 2013 году Танхойское городское поселение было преобразовано в сельское поселение.

## Населённые пункты
В Кабанском районе 62 населённых пункта.
| №  | Населённый пункт   | Тип                 | Население | Муниципальное образование |
| -- | ------------------ | ------------------- | --------- | ------------------------- |
| 1  | Бабушкин           | город               | ↘4209     | Бабушкинское              |
| 2  | Байкальский Прибой | остановочный пункт  | ↘118      | Большереченское           |
| 3  | Береговая          | село                | ↘346      | Кабанское                 |
| 4  | Большая Речка      | село                | ↘494      | Большереченское           |
| 5  | Большое Колесово   | село                | ↘668      | Колесовское               |
| 6  | Борки              | посёлок             | ↘184      | Твороговское              |
| 7  | Боярский           | посёлок при станции | ↘149      | Бабушкинское              |
| 8  | Брянск             | село                | ↗1075     | Брянское                  |
| 9  | Быково             | село                | ↘230      | Шергинское                |
| 10 | Выдрино            | посёлок при станции | ↗796      | Выдринское                |
| 11 | Выдрино            | село                | 4374      | Выдринское                |
| 12 | Горный             | посёлок             | ↘159      | Каменское                 |
| 13 | Дубинино           | село                | ↘337      | Оймурское                 |
| 14 | Дулан              | улус                | ↗132      | Оймурское                 |
| 15 | Елань              | село                | ↘423      | Кабанское                 |
| 16 | Жилино             | село                | ↘171      | Красноярское              |
| 17 | Закалтус           | село                | ↗495      | Кабанское                 |
| 18 | Заречье            | село                | ↗335      | Сухинское                 |
| 19 | Ивановка           | посёлок             | ↗51       | Клюевское                 |
| 20 | Инкино             | село                | ↘93       | Оймурское                 |
| 21 | Исток              | село                | ↘262      | Посольское                |
| 22 | Истомино           | село                | ↘277      | Ранжуровское              |
| 23 | Кабанск            | село                | ↘5653     | Кабанское                 |
| 24 | Каменск            | пгт                 | ↗6300     | Каменское                 |
| 25 | Каргино            | село                | ↘89       | Колесовское               |
| 26 | Кедровая           | посёлок при станции | ↘89       | Танхойское                |
| 27 | Клюевка            | посёлок             | ↘1231     | Клюевское                 |
| 28 | Корсаково          | село                | ↗526      | Корсаковский сомон        |
| 29 | Красный Яр         | село                | ↘378      | Красноярское              |
| 30 | Кудара             | село                | ↘2058     | Байкало-Кударинское       |
| 31 | Малое Колесово     | село                | ↘213      | Колесовское               |
| 32 | Мантуриха          | посёлок             | ↗84       | Бабушкинское              |
| 33 | Мишиха             | посёлок при станции | ↗72       | Танхойское                |
| 34 | Мурзино            | село                | ↗48       | Твороговское              |
| 35 | Никольск           | село                | ↗194      | Шергинское                |
| 36 | Новая Деревня      | село                | ↘60       | Красноярское              |
| 37 | Новый Энхэлук      | посёлок             | ↗172      | Сухинское                 |
| 38 | Нюки               | село                | ↘249      | Кабанское                 |
| 39 | Оймур              | село                | ↘1380     | Оймурское                 |
| 40 | Переёмная          | посёлок при станции | ↘89       | Танхойское                |
| 41 | Полевой            | посёлок             | ↘3        | Кабанское                 |
| 42 | Посольская         | посёлок при станции | ↘785      | Большереченское           |
| 43 | Посольское         | село                | ↘782      | Посольское                |
| 44 | Прибой             | посёлок             | ↗38       | Танхойское                |
| 45 | Ранжурово          | улус                | ↘464      | Ранжуровское              |
| 46 | Речка Выдрино      | посёлок             | →8        | Выдринское                |
| 47 | Речка Мишиха       | посёлок             | ↘18       | Танхойское                |
| 48 | Романово           | село                | ↘131      | Красноярское              |
| 49 | Селенгинск         | пгт                 | ↘13 075   | Селенгинское              |
| 50 | Степной Дворец     | село                | ↘338      | Ранжуровское              |
| 51 | Сухая              | село                | ↗550      | Сухинское                 |
| 52 | Танхой             | посёлок             | ↘940      | Танхойское                |
| 53 | Таракановка        | село                | ↗157      | Брянское                  |
| 54 | Творогово          | село                | ↘669      | Твороговское              |
| 55 | Тимлюй             | село                | ↗730      | Каменское                 |
| 56 | Толбазиха          | посёлок             | ↗28       | Выдринское                |
| 57 | Тресково           | село                | ↗1380     | Брянское                  |
| 58 | Фофоново           | село                | ↘279      | Шергинское                |
| 59 | Хандала            | улус                | ↘287      | Шергинское                |
| 60 | Шерашово           | село                | ↘150      | Байкало-Кударинское       |
| 61 | Шергино            | село                | ↘627      | Шергинское                |
| 62 | Шигаево            | село                | ↘513      | Твороговское              |

В 2013 году посёлок городского типа Танхой был преобразован в сельский населенный пункт — посёлок Танхой.

## Инфраструктура
На территории района свою деятельность осуществляет 2 учреждения среднего профессионального образования, которые занимаются подготовкой рабочих специальностей, младшего медицинского персонала, специалистов в области информационных технологий и администрирования.

## Экономика
Промышленные предприятия района производят строительные материалы (цемент, шифер, железобетонные конструкции) и продукты деревообработки (картон, целлюлоза, гофропродукция).
- Селенгинский целлюлозно-картонный комбинат
- Тимлюйский цементный завод

Кабанский район — это один из наиболее развитых промышленных и сельскохозяйственных районов Бурятии, в районе достаточно развитая местная строительная база, включающая предприятия — производители стройматериалов, а также строительные организации. Наличие собственных трудовых ресурсов, а также близость к городам Улан-Удэ, Иркутск, где осуществляется подготовка специалистов в сфере туризма, является основой формирования кадровой базы туристского кластера.

## Достопримечательности
Среди достопримечательностей района много природных и культурно-исторических памятников. В Кабанском районе находится Кабанский острог, построенный в 1680 году, позднее возле него возник поселок. Здесь побывали многие известные люди: протопоп Аввакум, гетман Демьян Многогрешный, ссыльные стрельцы, польские повстанцы, народники и герои первой русской революции, жил декабрист Михаил Глебов. Работает районный историко-краеведческий музей, в котором представлено большое количество экспонатов, а также материалов об озере Байкал. Посольский Спасо-Преображенский монастырь, основанный в 1681 году. Является первой православной церковью на Байкале. Архитектура монастыря является выдающимся памятником архитектуры «сибирского барокко».
- Инкинский оползень;
- Зона туризма и отдыха «Мамай»;
- Залив Провал;
- Энхэлукская терраса — необычный природный памятник, представляющий собой озерно-дельтовые отложения в виде террасы, а также дюны, частью покрытые сосновым лесом и значительный по протяженности песчаный пляж;
- Статуя Усан Лопсона;
- Водопад Сказка (высотой 20 метров на реке Красной)[32];
- Посольский Спасо-Преображенский монастырь;
- Байкальский государственный биосферный заповедник;
- Кабанский федеральный заказник;
- Водопад Большой — водопад свободного слива в верхнем течении р. Большая, в 15 км от трассы, высота 0,5—0,7 м по всему руслу. Место гнездования редкого серого журавля;
- Водопад реки Грохотун — широкий водопад со свободным сливом высотой до 15 м на восточном притоке р. Снежной хребта Хамар-Дабан;
- Источник Аршан;[источник не указан 3493 дня]
- Источник Большая Речка;
- Термальный источник Загза;
- Дубининский сор;
- Мыс Толстый;
- Скала Белый камень;
- Кабанский острог — в нём содержались протопоп Аввакум, гетман Демьян Многогрешный, ссыльные стрельцы, польские повстанцы, декабристы, народники и участники первой русской революции.

## Галерея

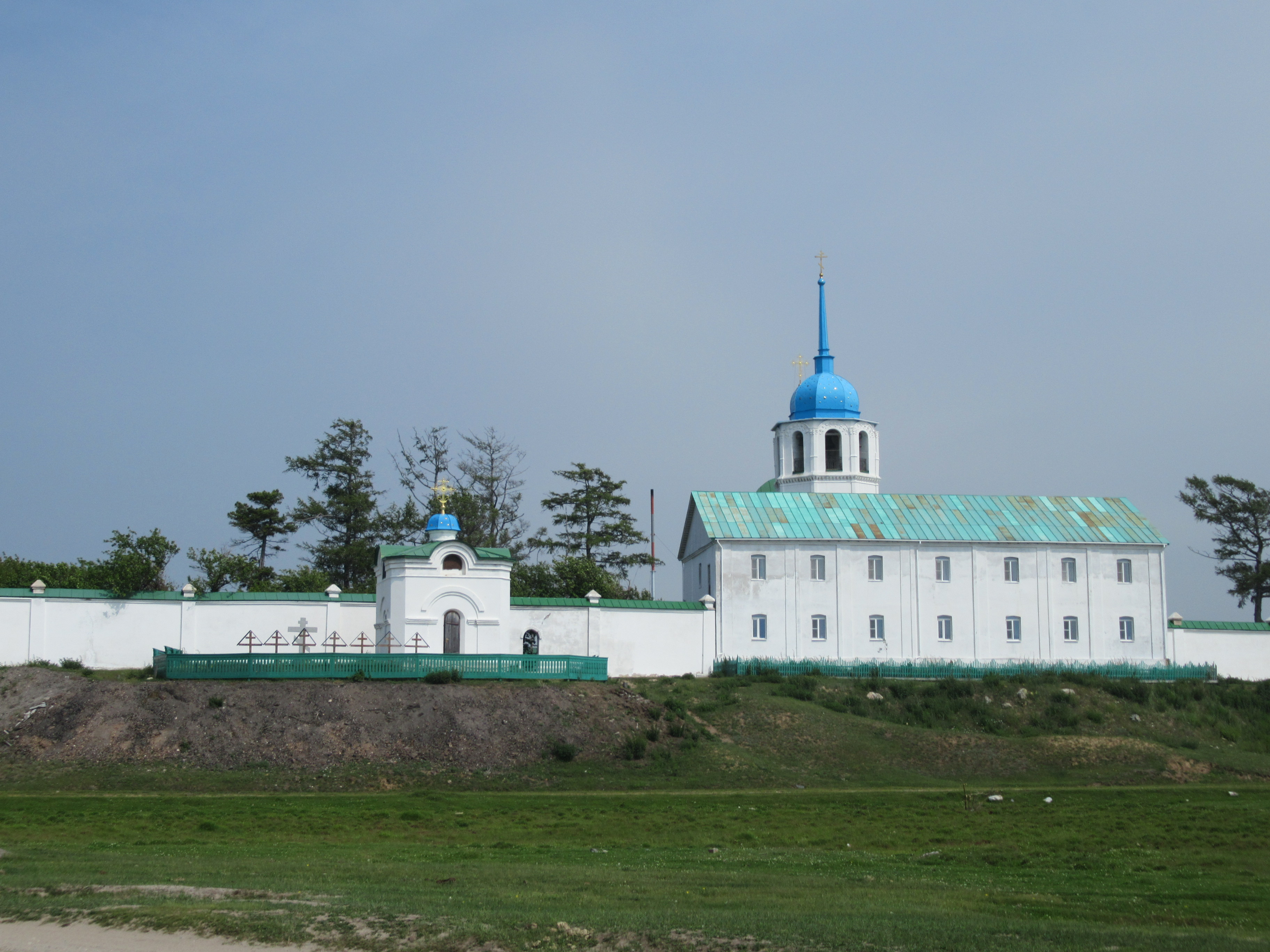
Посольский Спасо-Преображенский монастырь
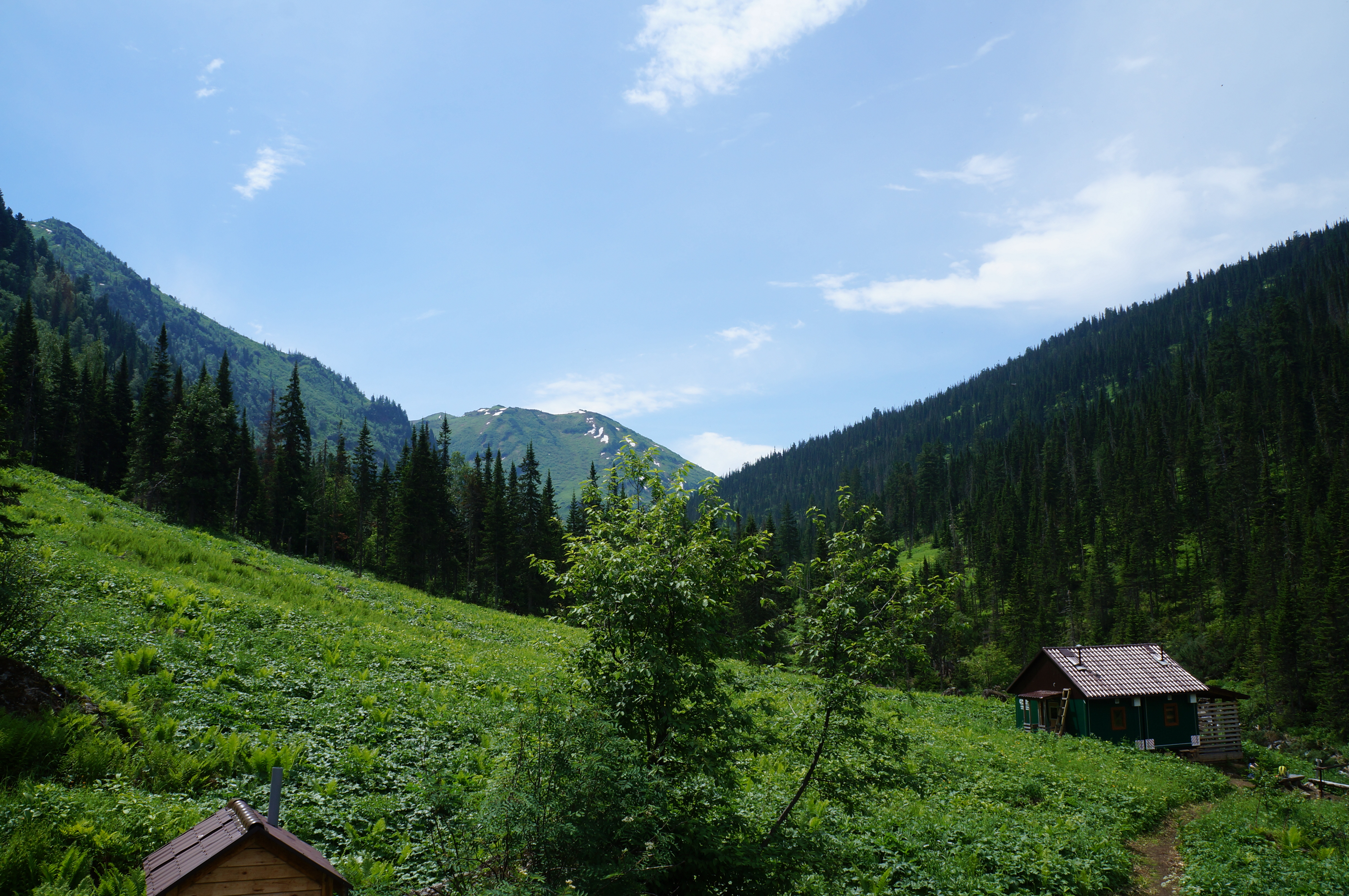
Байкальский заповедник
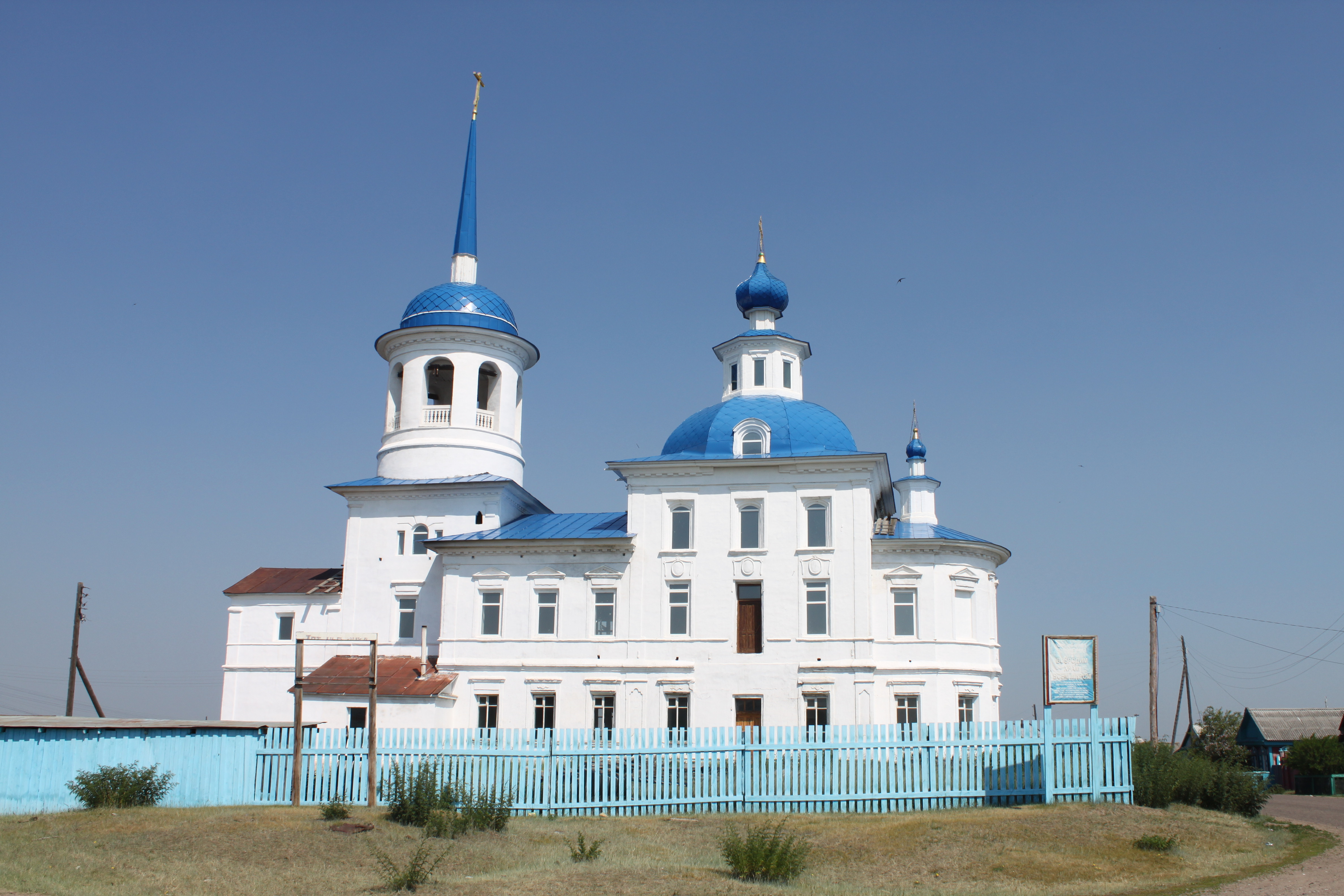
Богородско-Казанская церковь (Творогово)
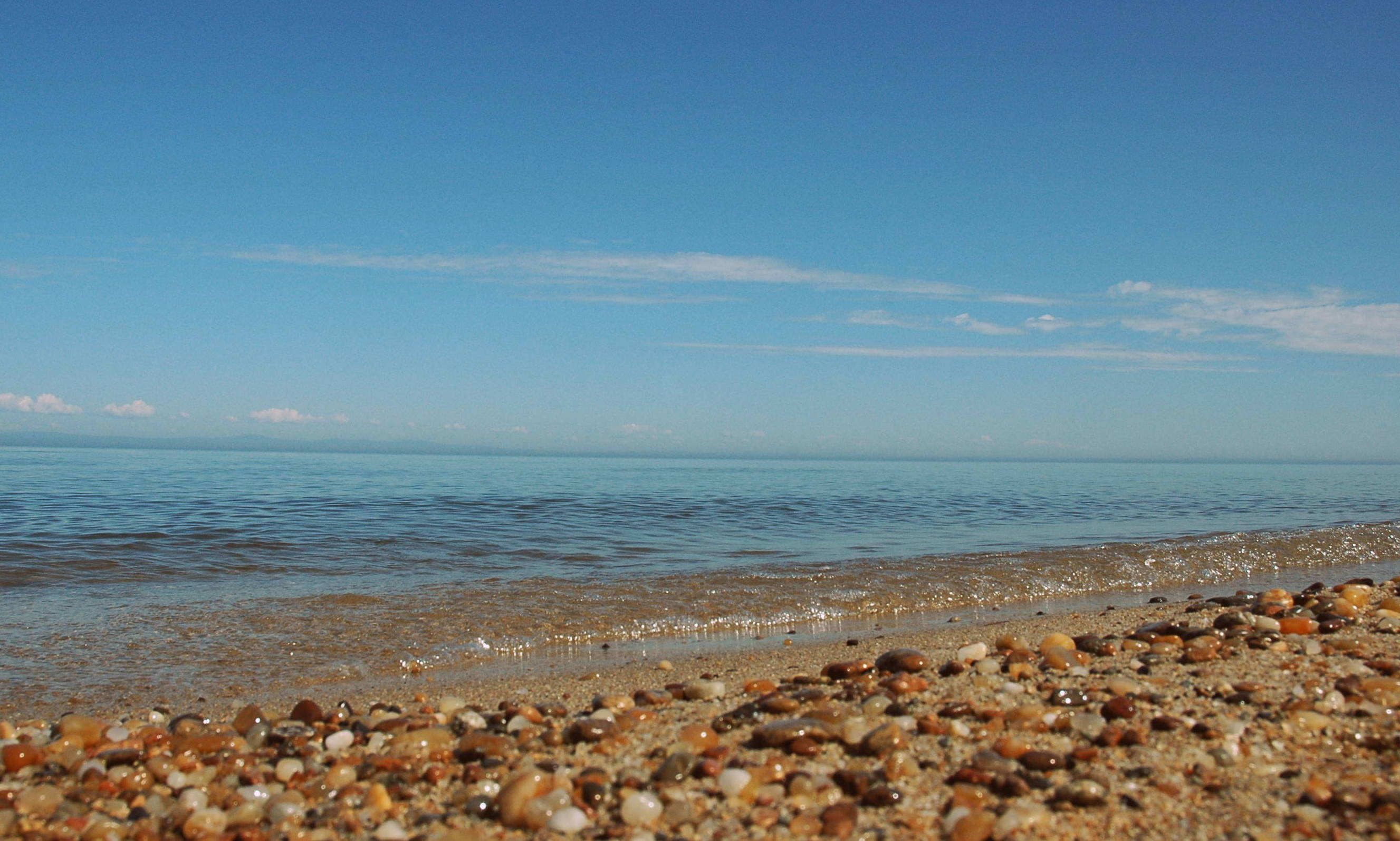
Энхалук
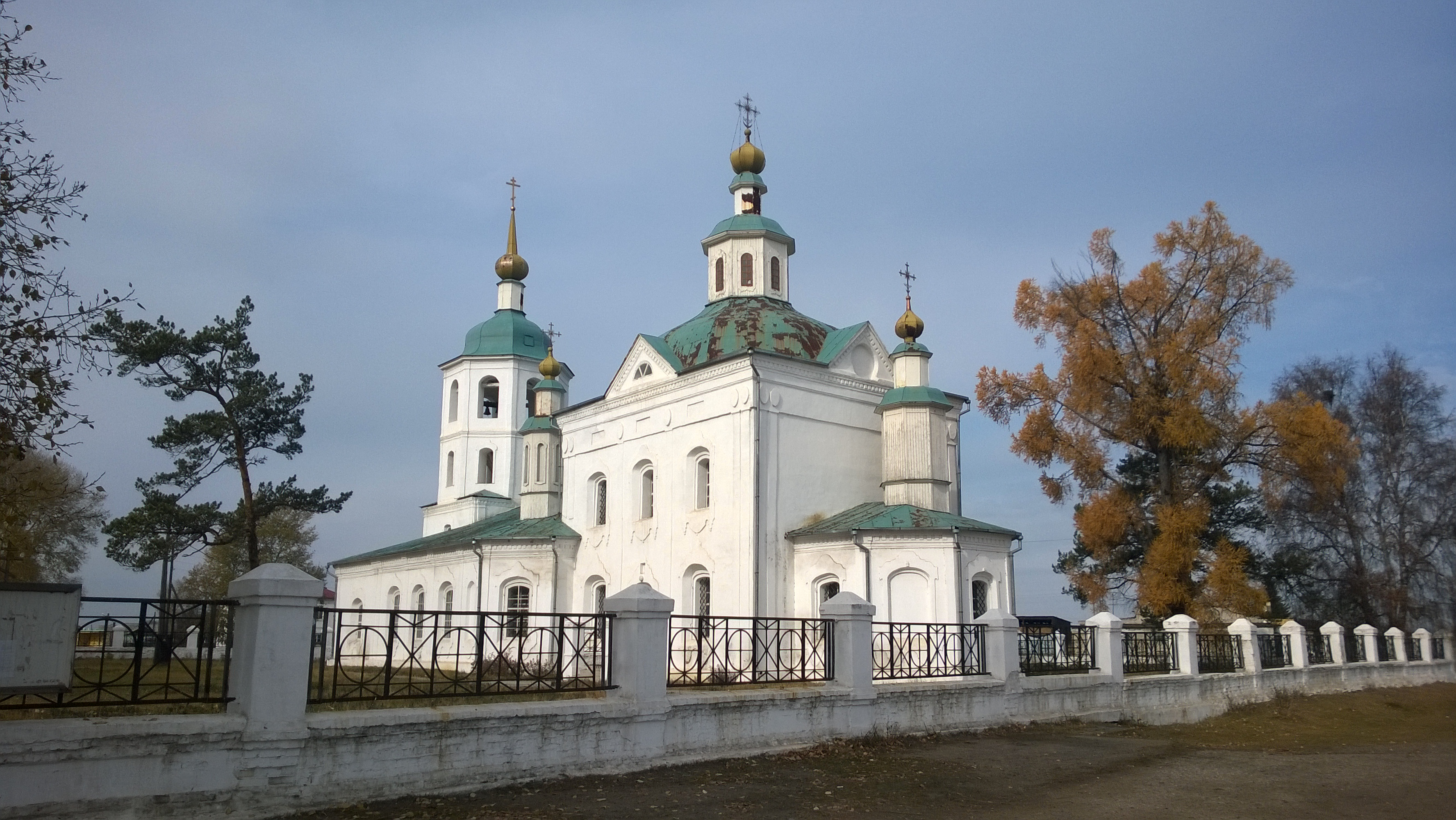
Благовещенская церковь (Кудара)
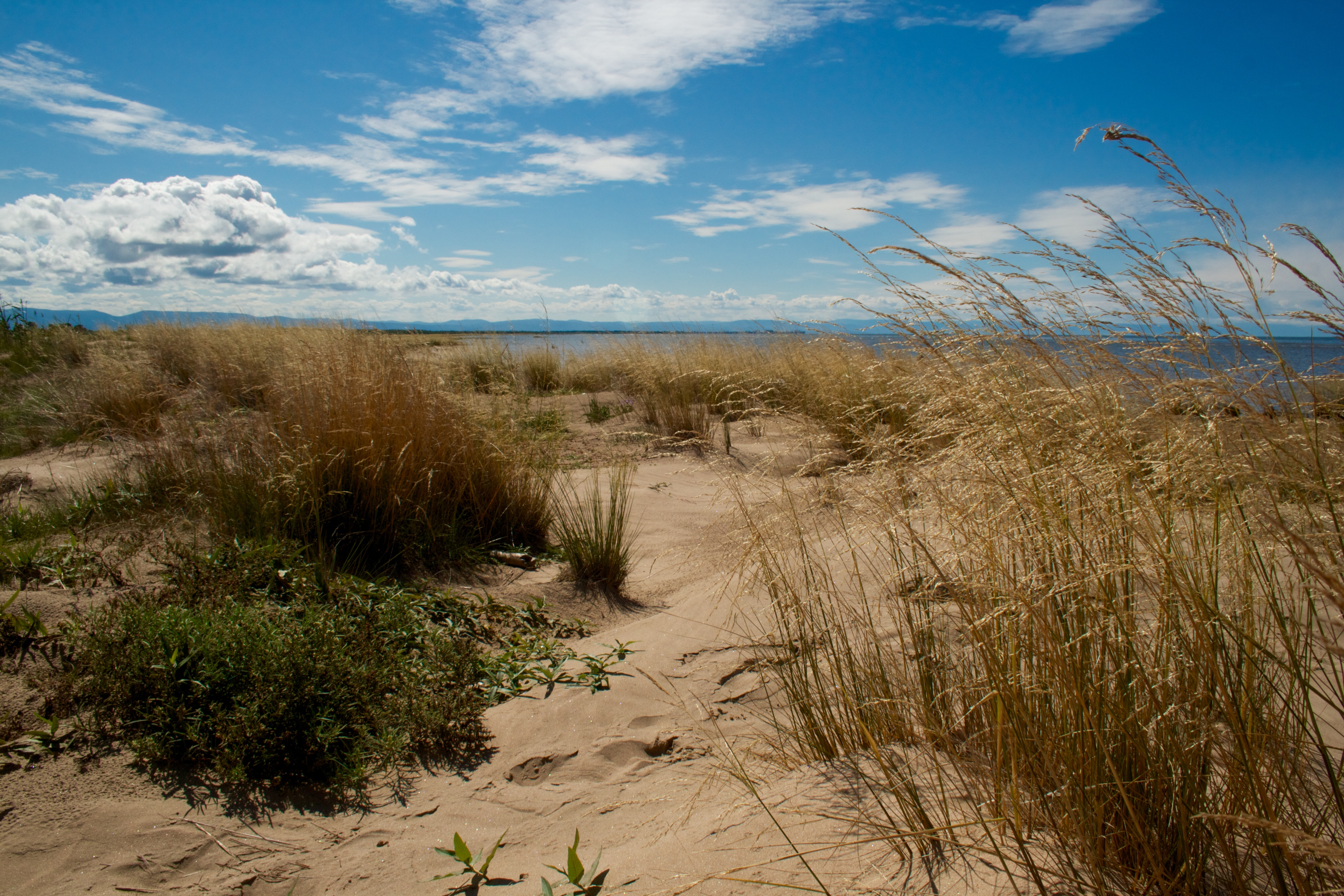
Байкал
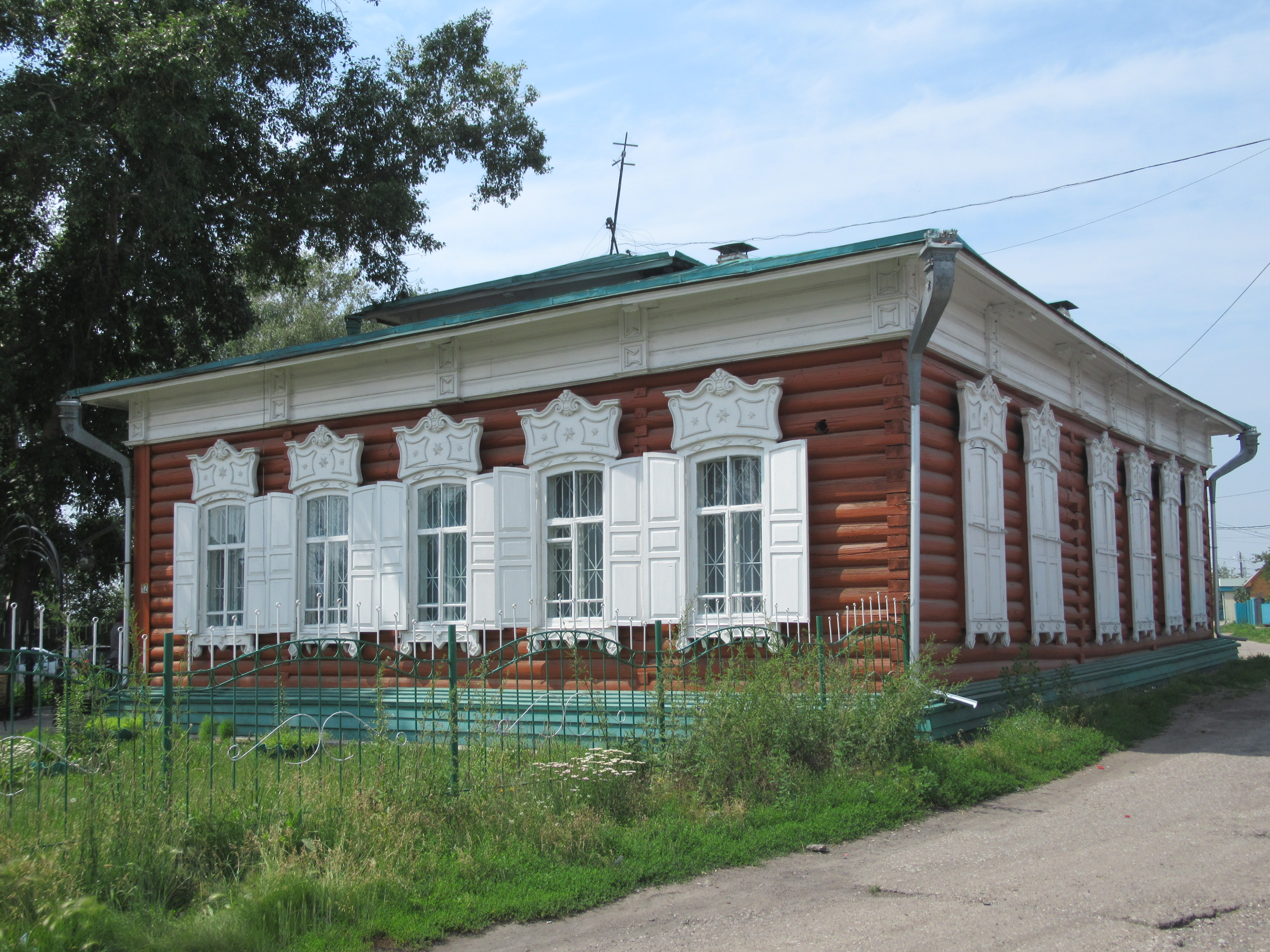
Кабанск
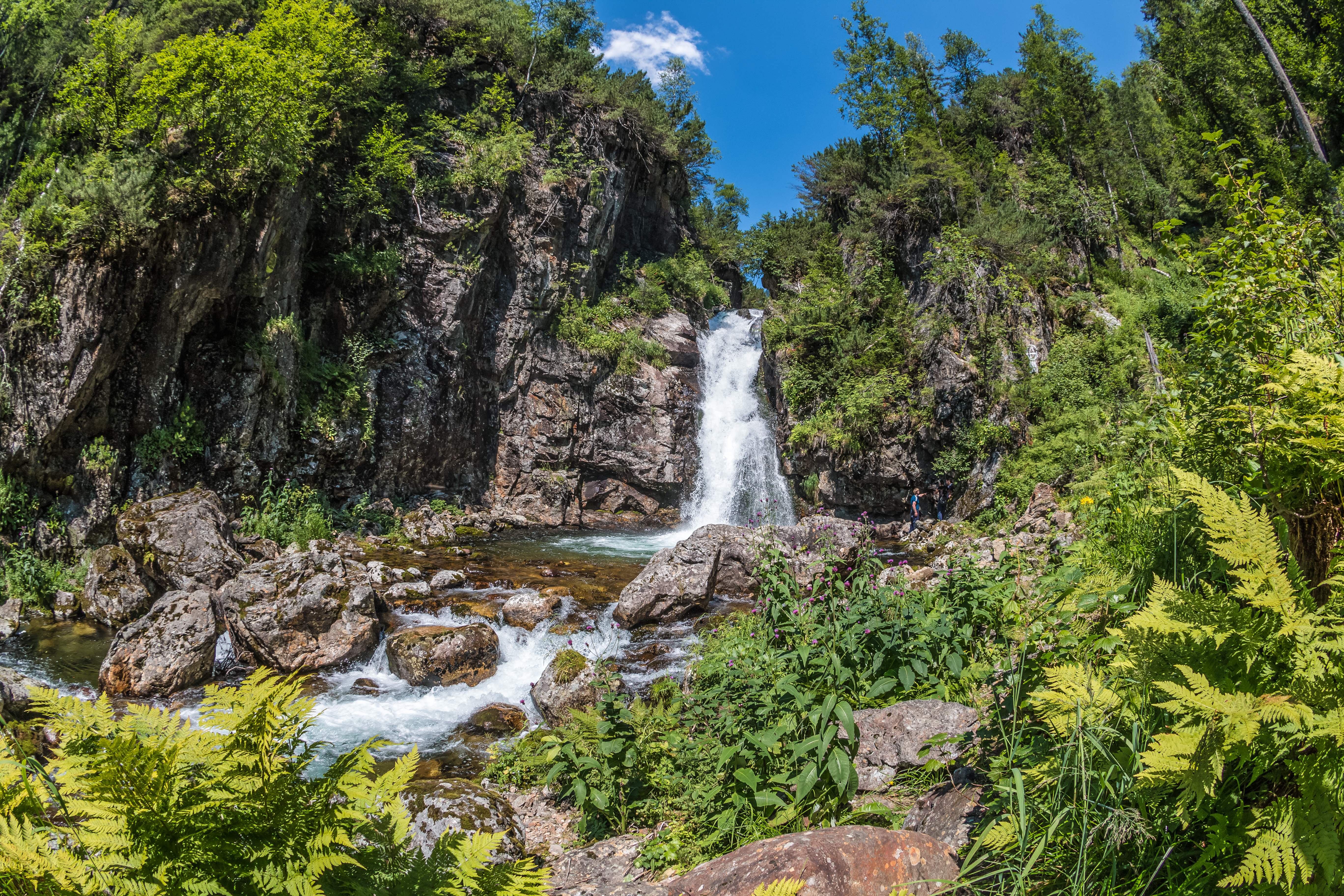
Водопад Грохотун
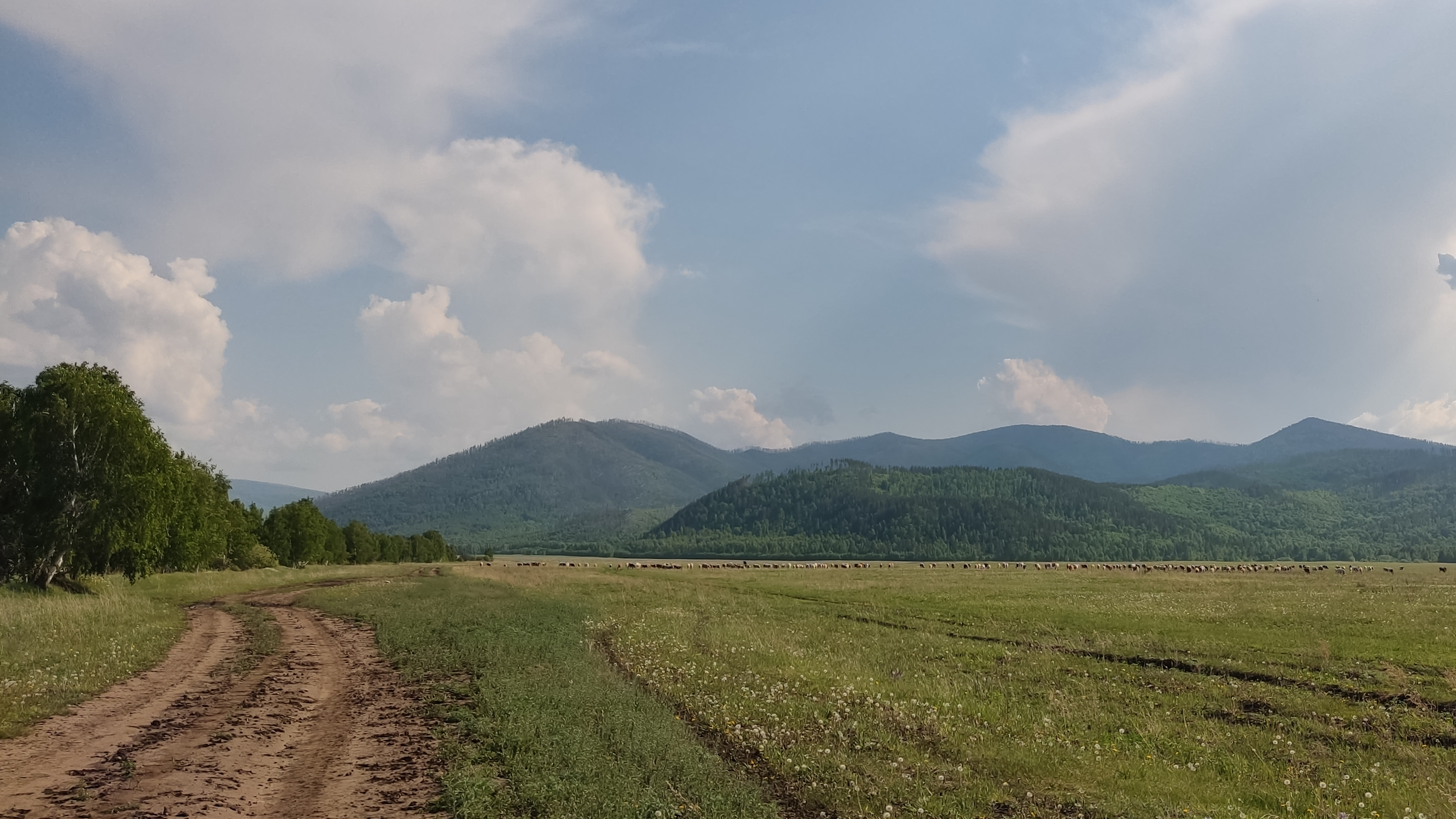
Степь

## Туризм

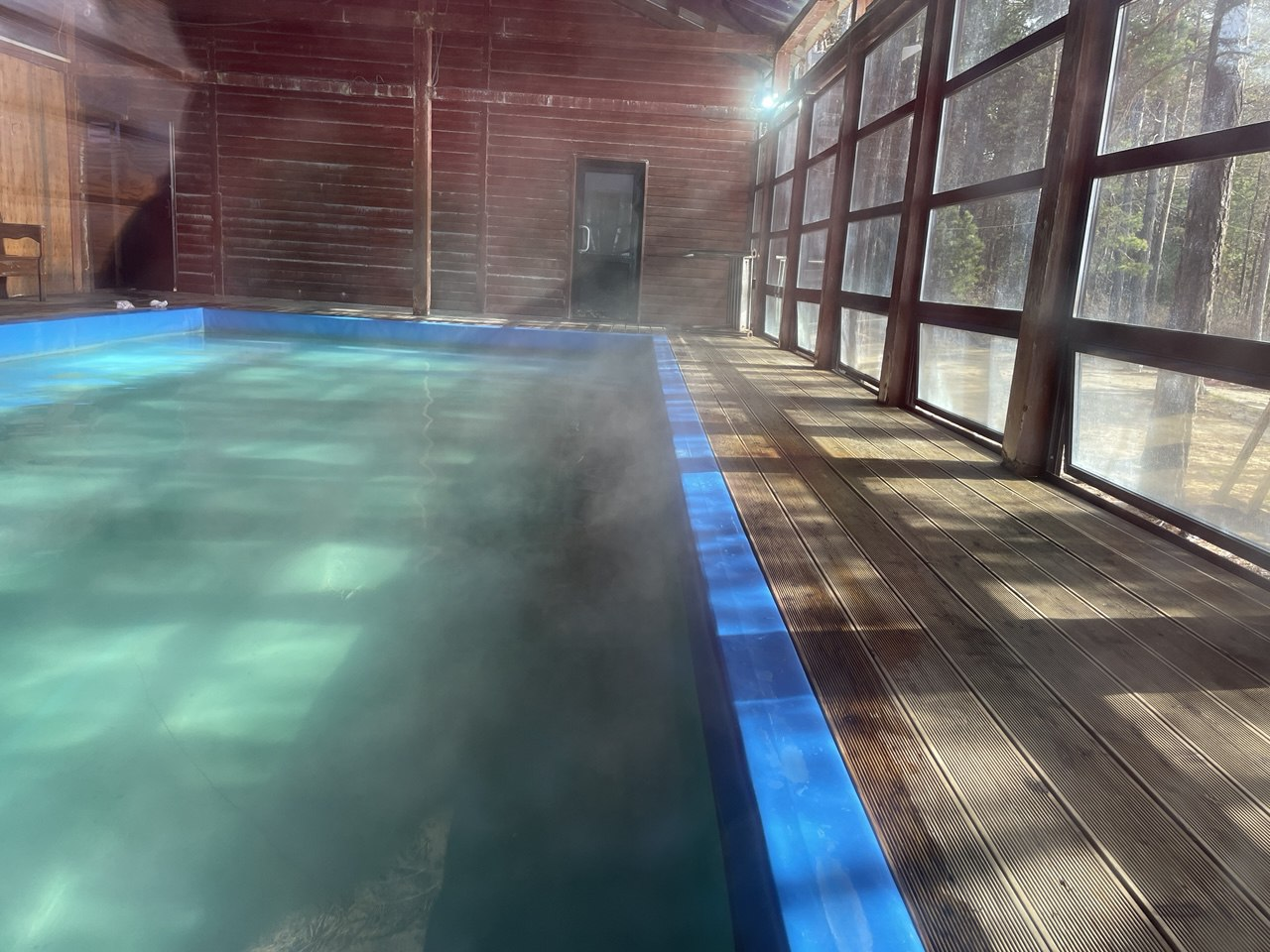
Термальный источник Загза

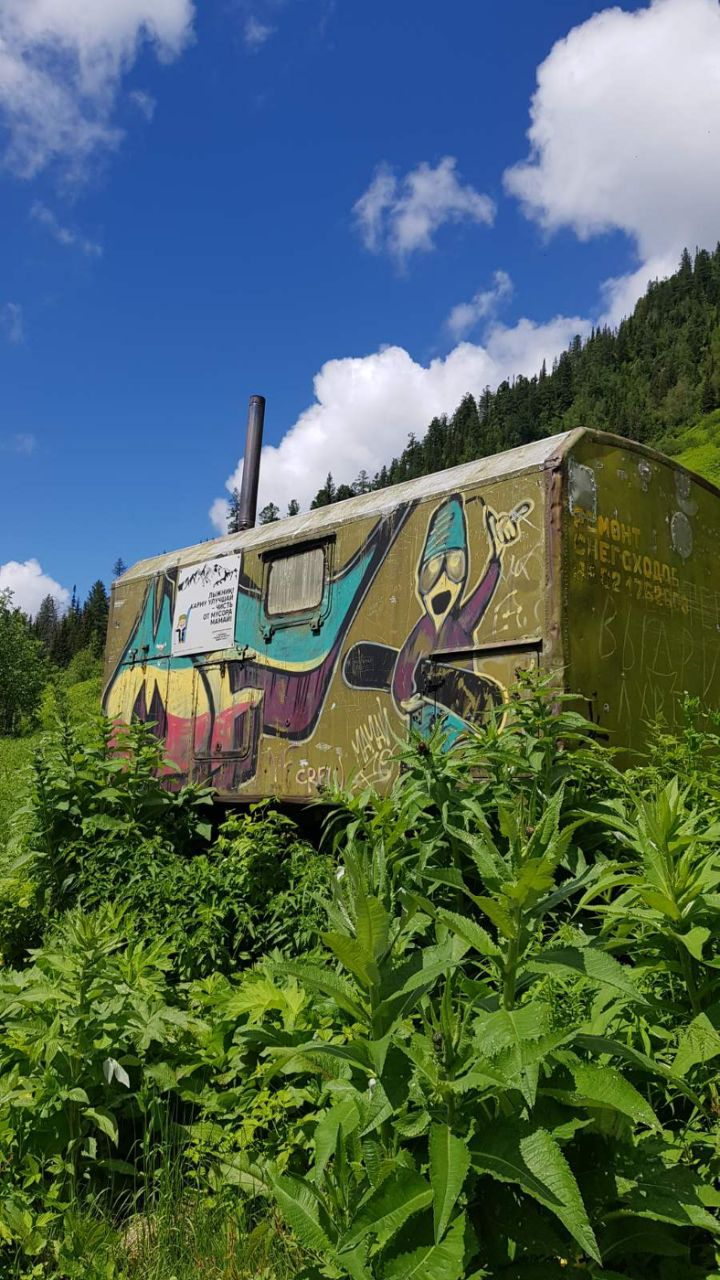
Кунг фрирайдеров у подножия горы Мамай

Кабанский район имеет ряд благоприятных для развития туризма условий.
Удобная транспортная схема делает легкодоступными все рекреационные зоны. Район находится на пересечении транспортных путей, в том числе автомобильной дороги Москва-Чита, железнодорожной магистрали, связывающей Москву и Владивосток, а также железнодорожных путей, связывающих Россию с Монголией и Китаем. Из города Улан-Удэ до города Бабушкин курсирует электропоезд. В районе достаточно хорошо развитая сеть автодорог, многие из которых асфальтированы. Есть автобусное сообщение.
Также развитию туризма благоприятствуют природно-климатические условия, более теплый по сравнению с основной акваторией Байкала температурный режим в мелководных заливах, наличие крупных лесных массивов, участков песчаных пляжей, обилие осадков в зимний период, за счет чего формируется достаточно глубокий снежный покров в горах Хамар-Дабана. На территории района функционирует 4 основные рекреационные зоны: «Култушная», «Байкальский прибой», «Лемасово», расположенные на левом берегу реки Селенги, а также «Энхалук-Сухая» на правом. В качестве зоны туризма, специализирующейся на развитии орнитологического, рыболовного и охотничьего туризма, большие перспективы имеет дельта реки Селенга. Она вдается в акваторию Байкала более чем на 30 км, образует систему проток и островов, что благоприятствует пролёту и гнездованию птиц. Согласно Рамсарской конвенции дельта имеет всемирное значение как одна из ключевых орнитологических территорий Азии.
Кабанский район специализируется на следующих видах туризма: рекреационный на турбазах, базах отдыха и в палаточных кемпингах на побережье озера Байкал, рыбная ловля, активный туризм в горах Хамар-Дабана (пешеходный, лыжный туризм, рафтинг), экологический (Байкальский биосферный заповедник), культурно-познавательные экскурсии. Здесь есть хорошие перспективы для развития горнолыжного спорта.
Высоким рекреационным ресурсом обладает Байкальский государственный заповедник, расположенный вдоль южного побережья озера Байкал и охватывающий водораздел центральной части хребта Хамар-Дабан. Основан в 1969 г., в 1986 г. получил статус биосферного. Площадь заповедника — 165724га (водоемы 1552га). На правах структурного подразделения к заповеднику относится государственный заказник федерального значения «Кабанский», расположенный в дельте р. Селенги (в 170 км от центральной усадьбы заповедника). Животный мир заповедника типично горно-южнотаежный. В заповеднике сохраняется огромный генофонд диких растений и животных: общее количество известных видов высших и низших растений достигает 2 тысячи видов, позвоночных животных — более 350, беспозвоночных животных — более 1500 видов. В том числе в заповеднике сохраняется более 60 видов редких растений и более 40 видов редких животных. Флора заповедника насчитывает до 800 видов высших растений, фауна наземных позвоночных представлена 49 видами млекопитающих, 260 видами птиц. Территория заповедника является опорным звеном экологической сети Евразии и служит целям сохранения популяций и природного биоразнообразия видов. В 2016 году открыт новый визит-центр «Байкал Заповедный», построенный на средства федеральной целевой программы «Охрана озера Байкал и социально-экономическое развитие Байкальской природной территории на 2012—2020 годы» при участии Минприроды России.

## Археология
В 1927 году академик А. П. Окладников близ села Кабанск и деревни Фофоново (на границе Прибайкальского и Кабанского районов) нашёл разновременные захоронения с выразительным инвентарем эпохи позднего неолита (II тыс. до нашей эры), бронзового и железного веков. В 1934 году М. М. Герасимов раскопал у деревни Фофоново (Фофановский могильник) ряд большей частью нарушенных погребений с инвентарем глазковского типа.